# Чемпионат СССР по самбо 1961
15-й Чемпионат СССР по самбо проходил в Тбилиси с 26 по 29 октября 1961 года. В соревнованиях участвовало 182 спортсмена от 15 команд союзных республик, Москвы и Ленинграда.

## Медалисты
| Весовая категория           | Золото                                     | Серебро                                    | Бронза                                   |
| --------------------------- | ------------------------------------------ | ------------------------------------------ | ---------------------------------------- |
| Наилегчайший вес (до 56 кг) | Лаврентий Кациашвили «Колмеурне» (Тбилиси) | В. Карелин «Буревестник» (Москва)          | Л. Штурман «Динамо» (Рига)               |
| Легчайший вес (до 60 кг)    | Ярослав Керод Советская Армия (Москва)     | Александр Лукичёв «Буревестник» (Москва)   | Валерий Фраер «Динамо» (Москва)          |
| Полулёгкий вес (до 64 кг)   | Олег Степанов «Буревестник» (Москва)       | Гурам Симонишвили «Динамо» (Тбилиси)       | Анзор Марткоплишвили «Динамо» (Тбилиси)  |
| Лёгкий вес (до 68 кг)       | Тенгиз Арабули Советская Армия (Тбилиси)   | Лев Москалёв «Буревестник» (Алма-Ата)      | Владимир Шейко Советская Армия (Минск)   |
| Полусредний вес (до 72 кг)  | Валико Мариамули «Колмеурне» (Тбилиси)     | Борис Климович «Динамо» (Ленинград)        | Евгений Глориозов «Буревестник» (Москва) |
| Средний вес (до 77 кг)      | Альфред Каращук «Буревестник» (Москва)     | Бугдан Багакашвили «Буревестник» (Тбилиси) | Илья Ципурский «Буревестник» (Москва)    |
| Полутяжёлый вес (до 85 кг)  | Генрих Шульц «Буревестник» (Москва)        | Борис Мищенко Советская Армия (Москва)     | Анзор Киброцашвили «Буревестник» (Гори)  |
| Тяжёлый вес (свыше 85 кг)   | Анзор Кикнадзе «Динамо» (Тбилиси)          | Суракат Асиятилов «Динамо» (Махачкала)     | Владимир Саунин «Динамо» (Киев)          |